# 輸血拒否
輸血拒否（ゆけつきょひ）とは、輸血を拒否すること。拒否する理由としては、宗教・思想の禁忌・戒律・価値観、または医療上の意見など様々なものがある。

## 背景
輸血拒否の主な理由としては、宗教的な信条による宗教的理由、輸血による感染性物体の伝播の拒否、他の輸血合併症の回避などがある。 
輸血拒否に関連する問題には輸血の必要性や輸血の代替治療などの医学上の問題のほか、自己決定権、説明義務、インフォームド・コンセントなど法的な側面を有する問題も含まれている。輸血拒否が誰によるものかによって、判断能力や当事者能力のある成人患者本人が意思表示する場合、未成年者など判断能力が十分でないと思われる患者本人が意思表示する場合、本人・当事者以外の申し立てによる場合に分類される。

## 無輸血の種類
輸血拒否には大まかに言って2種類あり、一つは、いかなる状況であれ、たとえ生命の危機に陥るとしても輸血を拒否する立場（絶対的無輸血）であり、もう一つは、生命の危機や重篤な障害に至る危機がない限りにおいて輸血を拒否する立場（相対的無輸血）である。前者はエホバの証人の信者が主張する立場である。それ以外の立場からの輸血拒否、無輸血はほとんどが後者の立場となる。エホバの証人以外で絶対的無輸血を望むという事例はほとんど報告されていない。また、後述されている理由により、エホバの証人は相対的無輸血の立場は取り得ない。

## 輸血拒否者の主張とそれに対する批判
輸血拒否には、児童・高齢者・障害者の人権を保護するための「法的観点」、信教の自由、思想信条の自由などの「宗教的・思想的観点」などの面から議論や各立場からの主張がある。
輸血拒否者が法律上の成人であり、自己の身体の状況や治療方法を認識・理解し、治療方法の選択と意思表示の必要十分な能力がある場合は、憲法で民主主義と人権の尊重を定めている国では本人の自己決定権が尊重されるので、輸血を拒否することも、その結果として死に至ることも、法律上の問題にはならない。
国連総会では児童の権利に関する条約、障害者の権利に関する条約が採択され発効している。日本の国会では児童虐待の防止等に関する法律、高齢者の虐待の防止、高齢者の養護者に対する支援等に関する法律、障害者虐待の防止、障害者の養護者に対する支援等に関する法律、配偶者からの暴力の防止及び被害者の保護等に関する法律が制定されている。それらの条約・法律では、身体的暴力、精神的暴力、性的暴力、経済的暴力、ネグレクトの5種類の形態を暴力・虐待と定めて違法化し、刑罰を定めている。本人の意思に基づかない輸血拒否とその結果として患者が死に至ることは、身体的暴力またはネグレクトに該当するか、または刑法217条 - 219条の保護責任者遺棄致死傷に該当する。
患者が法律上の未成年者である場合、または患者が法律上の成人であっても精神の病気や障害が原因で、自己の身体の状況や治療方法を認識・理解し、治療方法の選択と意思表示の必要十分な能力がない場合は、患者の親・子・配偶者などの最も親等が近い家族が患者本人の自己決定権を代行して意思表示することになるが、親・子・配偶者による代理権の行使により、救命・回復が可能な患者を輸血拒否で死に至らせることが、児童・高齢者・障害者の権利保護の観点において許容されるのかが論争になっている。
1985年に神奈川県川崎市で発生した、10歳の児童が自動車事故で両脚に複雑粉砕開放骨折の重傷を負って救急救命センターに搬送され、到着時に直ちに輸血を開始すれば救命可能な状態であったが、エホバの証人の信者である両親が輸血を拒否したので医師は輸血をできずに、結果として患者が死に至った事例は、当時の法律では不問にされたが、上記の条約や法律の制定により、条約の発効後、法律の施行後は、救命や回復が可能な患者を、患者の意思決定の代理人である家族がその宗教的・思想的な理由で輸血を拒否して死に至らせることは、上記の条約や法律に反する行為として処罰される可能性がある（法的な意味としては、親権者・養育権者・介護者・監護者の全面的な保護が必要である乳幼児や重度障害者を長期間放置して餓死させたなどの行為と同等になる）。
医療技術の向上により、血液を用いた治療も多岐に渡るようになっており、その議論も複雑化する傾向にある。

### 主張や信条
信者の信念は、新約聖書の使徒15章19、20、28、29節にある「血を避けるように」との聖書の教義を解釈したものとされる。エホバの証人は、使徒15章21節で使徒ヤコブがモーセの律法に言及していることから、創世記9章4節、レビ記7章26,27節、17章12節で述べられている「血を食べてはならない」という命令と関係すると考えている。聖書では血は生命の象徴として、神聖なものとして扱われている。新約聖書でもイエスの「血」によって信者の罪を清めると述べられている。エホバの証人は、食料を口から食べる事とチューブ食や点滴が同じであり、血を食べる事も輸血も同じく体内に取り入れる事であると解釈して、輸血を拒否する。
近年の医療の進歩により出血の少ない電気メスやウォータージェットメスの利用によって輸血の必要性が少なくなる手術方法が行われるようになった。また、全血輸血に加え血液の分画成分を用いた血液製剤が多く出回り、自己血を回収しながら再使用するセルサルベージなどの手術方法も存在する事から、どれをどの程度使用できるか各自の良心によって決定できるといったことが、ものみの塔聖書冊子協会発行の雑誌「ものみの塔」などで多く論じられている。自己血輸血という手段に関しては、前述のセルサルベージなどの術中回収式や術中希釈式自己血輸血は、血液透析と同様に閉鎖回路での循環が保たれるのであれば受け入れる人もいるなど、医療処置の進歩と多様化によって、個人の良心による選択と判断が行える場面も増えている。
1985年の事件のように、子供に対する輸血を、信者である親が拒否する場合には、子供の人権が問題となるが、この点エホバの証人は、輸血拒否について、子ども自身も意思表明していると回答している。また、エホバの証人は、保護者による子供の輸血拒否は、親権（特に監護権）の範囲内で認められると主張している。
また、エホバの証人は、輸血の危険性や輸血の代替手段について強く訴えている。実際、命が危険にさらされない限りはできるだけ無輸血治療を行い患者の信仰に協力的な医師や病院も存在する。さらに、輸血拒否することによって、感染症やC型肝炎等の病気を避けることが出来るという。ただし、出血を少なくするという意味での無輸血治療はどの患者にも望ましいものであるが、大量の出血が避けられない、あるいは既に大量の出血が起こっている場合、俗にいう、代替血液とは、あくまでも血液と混ぜても特に害がなく、血圧を一定の高さに維持するという役割を果たすだけであり、血液の生理的効果を代替するものではない。よって、出血多量の場合には輸血以外には患者の命を救う手段はない（この事実を明確に信者に伝えていないという批判も存在する）。
複雑多岐に渡る治療法について、医療に関しては素人である一般信者が自らの治療法について理解し、かつ専門職である医師に対して自己の立場を主張するのは難しい。このため、ものみの塔協会はこの問題における信者のアドバイザー、医療関係者との架け橋として90年代半ばよりHIS（Hospital Information Service＝ホスピタル・インフォメーション・サービス）やHLC（Hospital Liaison Committee＝医療機関連絡委員会）を設けているが、基本的に患者に輸血以外の手段の存在を知らす行為に終始しており、患者の命を最優先にしているわけではない。

### 批判
他のキリスト教を主とする宗教関係者から、エホバの証人の血液に関する主張は拡大解釈である、教条主義であるといった批判がある。輸血を受けるということと、宗教的な救いとを結びつけるような主張について、福音書に書かれているようなモーゼ律法の字句のみにこだわった行動を戒めるイエスの言行と照らし合わせ、エホバの証人の主張はイエスの福音に反するという批判をしている。
例としては、
- 「安息日は人のためにあるもので、人が安息日のためにあるのではない」（「マルコによる福音書」二章二三〜二八節）
- 「安息日に病気を治すのは、律法で許されていますか」「あなたたちのうち、だれか羊を一匹持っていて、それが安息日に穴に落ちた場合、手で引き上げてやらない者がいるだろうか。人間は羊よりもはるかに大切なものだ。だから、安息日に善いことをするのは許されている。」（「マタイによる福音書」十二章九〜十四節）

などのものがある。
これに対し、エホバの証人は、上記のイエスの言葉は安息日に関して述べたもので、安息日に関する律法は確かにイエスによって廃されたものの、血に関する律法はモーゼ律法が誕生する前、神がノアに与えた命令に含まれていた（「創世記」9章4節）ので、今日でも有効だと考える。
なお、エホバの証人の解釈を支持する他の宗教は皆無である。
信者の子供への輸血を親が拒否する件は、一般論として、小学生程度の年齢では、輸血拒否についての判断能力や自己の宗教観・人生観を確立しているとは考えられず、法律上同意は無効と解される。法律関係者らの中には権利濫用にあたると主張する者も多い。そのため、保護者の権限行使といえど子供の生死を決することまでは許されず、権利の濫用であって認められないと批判している。彼らは、子供の生命を危険にさらす的外れな行為であり、正当な監護権の行使とは認められないと主張している。また、法解釈によっては、保護者が『医療ネグレクト』に当たるとして、児童相談所・裁判所命令による一時保護や親権剥奪が問題となる可能性もある。
輸血の危険性や輸血の代替手段について強く訴えていて、実際、無輸血治療の実績がある病院や、証人たちに協力的な医師や病院も存在するが、協力的であるからといって、医学面で彼らの主張を認めているとは必ずしも言えない。協力的な医師であっても、エホバの証人の考えについて懐疑的な見方をするものも数多い。一例として、エホバの証人が認める代替療法や分画の使用などについてはその主張が明確でないことを指摘されている。正確には現在ある輸血の代替療法というのはあくまで出血したため下がった血圧をあげるための代替血液であり体に酸素を循環させることができる代替血液は存在しない。よって多量出血の場合は延命に輸血が必要となる場合もある。またこの科学的事実を信者は知らず、代替血液があるから輸血は一切不要との誤った知識をもっている場合がある。教団が主張する輸血の危険性については、医療行為というのは、全てにおいて何らかのリスクが発生するものであり、輸血の場合だけを過度に強調し過ぎなのではないかという指摘がある。また、代替療法については、過大評価し過ぎだとの批判が強く、代替療法の必要性は認め、推進している立場の医師でも、現時点で輸血なしには死に至るという局面が存在することを指摘をする者が多い。

## 証人への対処法
15歳未満の子供への輸血を親が拒む場合はほとんどの場合親の親権を一時的に停止し、輸血処置を行う。
また、エホバの証人は本人の意思によらずに輸血された場合に関しては本人に罪はないとの見解を示している。

## エホバの証人が受け入れない治療法
- 全血輸血
- 上記に該当する自己血輸血

（参考資料：「わたしたちの王国宣教」2006年11月号）

## エホバの証人の受け入れ得る治療法
- 血液分画の使用（アルブミン・免疫グロブリン・凝固因子・ヘモグロビン・ヘミン・インターフェロン）
- セル・サルベージ（血液回収）
- 血液希釈
- 人工心肺
- 透析
- 硬膜外自家血注入法（ブラッドパッチ）
- 血漿アフェレーシス
- 標識
- 自己血の血小板ゲル

（参考資料：「わたしたちの王国宣教」2006年11月号）
ただし、これらの治療法について、ものみの塔協会は、「個人の決定で受け入れることができる」としており、全ての証人がこれらの治療法について受け入れるというわけではない。自分の決定事項について、各信者は通常「医療に関する継続的委任状」（旧「医療に関する免責証書」）という法律文書に記入し、常時携帯していることが多い。

## 献血に対する見解
エホバの証人の見解では、献血については、輸血に加担するものとして、行わないように信者に指導している。このため、エホバの証人が献血を行うことは教義上ない。
ただし、エホバの証人が受け入れることができ、実際に多数の証人が利用している治療法の中には、献血によって賄われている血液が用いられていることも少なくないことから、この対応に対する批判の声もある。

## 各国での医療上の対応
憲法で民主主義と人権の尊重を定めている国では、患者がどのような治療を受けるかの自己決定権を守るための患者の権利やインフォームド・コンセントが定められている。ただし、救急救命センターに搬送された患者で、患者の心身の状況により本人の意思確認が不可能であり、代理権を行使する家族に連絡がつかない、または家族が来院不可能な場合は、医師の判断で救命や回復のために治療が行われる。

### アメリカ合衆国
アメリカ合衆国では輸血拒否に関する裁判所の判断が数々の症例で行われてきた。
一方でアメリカ合衆国では輸血拒否患者に対して裁判所が輸血命令を出すことがあり、救急医療でも裁判所の輸血命令に対応できるよう体制が整備されている。また、輸血拒否の意思表示をしている患者に経済的に依存している家族があって、患者が死亡すると"公共の孤児"となるような場合、それを避けるために裁判所が輸血命令を出すこともある。

### 日本

#### 医療側の対応
未成年者の治療に対する家族からの輸血拒否についてどのように対応するかということについて、2008年、医療関連学会5つからなる合同委員会（日本輸血・細胞治療学会、日本外科学会、日本小児科学会、日本麻酔科学会、日本産科婦人科学会、座長大戸斉・福島県立医科大学教授）は以下の素案をまとめた。
- 義務教育を終えていない15歳未満の患者に対しては、医療上の必要があれば本人の意思に関わらず、また信者である親が拒否しても「自己決定能力が未熟な15歳未満への輸血拒否は親権の乱用に当たる」として輸血を行う。
- 15歳から17歳の患者については、本人と親の双方が拒めば輸血は行わないが、本人が希望して親が拒否したり逆に信者である本人が拒み親が希望したりした場合などは輸血を行う。

上記の指針を踏まえ対応した例として、2008年夏、1歳男児への輸血を両親が拒否したことに対し、病院・児童相談所・家庭裁判所が連携して両親の親権を停止し、男児を救命した事例がある。
患者の自己決定権を考慮した指針が示される一方、患者の意思能力の有無に関わらず病院単独の判断で救命のために輸血を実施する「相対的無輸血」を方針として掲げ、エホバの証人信者が求める絶対的無輸血治療を拒否し、患者に転医を勧める病院も存在する。

#### 宗教的輸血拒否に関するガイドライン
上記の素案に基づき、2008年に「宗教的輸血拒否に関するガイドライン」が制定、公開された。以降、医療機関の多くはこのガイドラインに則って対応している。

#### 関連判例
- [平成12年2月29日 最高裁判所第三小法廷・判決 平成10（オ）1081、平成10（オ）1082 損害賠償請求上告、同附帯上告事件]（上記1985年の事件とは異なる事件）
- 事案：「エホバの証人」の信者Aは、無輸血手術の実績を持つ病院（東京大学医科学研究所附属病院。以後医科研）に入院し、「免責証書」（Aは輸血を受けることができないこと及び輸血をしなかったために生じた損傷に関して医師及び病院職員等の責任を問わない旨が記載されていた。絶対的無輸血。）に署名した上で、医師Bの手術を受けた。医科研は、輸血拒否の意思を尊重しつつも、生命の危険が生じた場合には輸血する（相対的無輸血）との方針を採っていた。Bらはこの方針を説明せず手術に着手し、手術中、輸血をしない限りAを救うことができない可能性が高いと判断して輸血をした。手術は無事終了し、Aは退院した。
- 訴訟の経緯：Aは、医科研を運営するY（国）とBらに対し、1,200万円の損害賠償を請求する訴訟を提起した。第一審は、救命のための輸血は社会的に正当な行為であり違法性がないこと等を理由として請求を棄却。この間、Aは死亡し、Aの相続人であるX1（Aの夫）およびX2（Aの長男）が訴訟を承継。原審は、医師は「相対的無輸血」との方針を説明すべき義務を認め、この義務を怠ったためにAの自己決定権を侵害したとして、55万円の損害賠償を認容。この判決に対し、Yが上告（X1らも附帯上告）した。
- 主文：上告・附帯上告とも棄却（原審が確定）。
- 判旨：医師Bらが、患者Aが宗教上の信念からいかなる場合にも輸血を受けることは拒否するとの固い意思を有し、輸血を伴わないで肝臓のしゅようを摘出する手術を受けることができるものと期待して入院したことを知っており、右手術の際に輸血を必要とする事態が生ずる可能性があることを認識したにもかかわらず、ほかに救命手段がない事態に至った場合には輸血するとの方針を採っていることを説明しないで右手術を施行し、患者に輸血をしたなど判示の事実関係の下においては、右医師Bは、患者Aが右手術を受けるか否かについて意思決定をする権利を奪われたことによって被った精神的苦痛を慰謝すべく不法行為に基づく損害賠償責任を負う。